# 答えて
『答えて』（こたえて）は、1998年8月21日に日本コロムビアから発売された中西保志の16枚目のシングル。

## 収録曲
- 全作詞：山田ひろし

1. 答えて
作曲・編曲：武沢豊
2. Easy go
作曲：中西保志
編曲：高山一也
3. 答えて（オリジナル・カラオケ）